# Negrão de Lima
Francisco Negrão de Lima (Nepomuceno, 24 de agosto de 1901 — Río de Janeiro, 26 de octubre de 1981) fue un político brasileño. Fue gobernador del estado de Guanabara entre 1965 y 1971. Fue hermano del también político Otacílio Negrão de Lima.

## Carrera Política
Su victoria en la elección para gobernador de Guanabara, por el PSD, de forma directa, junto con la de Israel Pinheiro en Minas Gerais, precipitó la emisión del Acto Institucional Número Dos que acabó con el pluripartidismo en Brasil.
En 1933 fue diputado constituyente por Minas Gerais, religiéndose como diputado federal en 1934. En 1941, fue designado embajador brasileño en Venezuela. De 1951 hasta 1953 fue ministro de Justicia del segundo gobierno de Getúlio Vargas. En 1956 fue nombrado alcalde del entonces Distrito Federal, permaneciendo en la alcaldía hasta 1958 cuando asumió la cartera de Relaciones Exteriores. Luego de ello fue asignado como embajador brasileño en Portugal, ejerciendo el cargo de 1959 hasta 1965.
Su gobierno del estado de Guanabara fue de una intensa radicalización política ya que no era el candidato preferido de la dictadura militar, en virtud de su participación política con Getúlio Vargas y Juscelino Kubitschek habiendo, inclusive, una tentativa frustrada, por parte de Carlos Lacerda, de deponerlo antes del inicio de su mandato.
Luego del final de su mandato, se retiró de la política falleciendo en 1981.  

## Honores
Su nombre hoy bautiza el Viaducto Negrão de Lima, que cruza el barrio de Madureira y el Campus Maracanã de la Universidad del Estado de Río de Janeiro (UERJ), ambos en los suburbios de la ciudad, además de dar nombre a un barrio de la ciudad de Goiânia y una plaza en su ciudad natal de Nepomuceno. 